# Entrelacs (Savoie)
Pour les articles homonymes, voir Entrelacs.
Entrelacs [ɑ̃tʁəlak] est une commune nouvelle française située dans le département de la Savoie, en région Auvergne-Rhône-Alpes.
Cette commune appartient à de la région historique et naturelle de l'Albanais.

### Situation et description

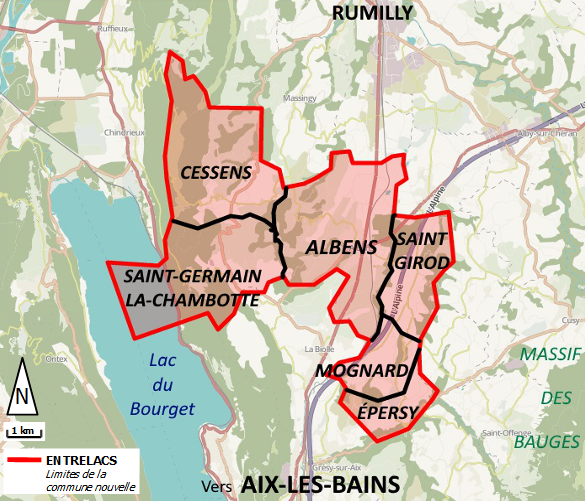
Regroupement des anciennes communes formant désormais Entrelacs.

## Géographie

### Communes limitrophes
Le territoire de la commune est limitrophe de neuf communes :

### Climat
Pour des articles plus généraux, voir Climat d'Auvergne-Rhône-Alpes et Climat de la Savoie.
En 2010, le climat de la commune est de type climat des marges montargnardes, selon une étude du Centre national de la recherche scientifique s'appuyant sur une série de données couvrant la période 1971-2000. En 2020, Météo-France publie une typologie des climats de la France métropolitaine dans laquelle la commune est exposée à un climat de montagne ou de marges de montagne et est dans la région climatique Alpes du nord, caractérisée par une pluviométrie annuelle de 1 200 à 1 500 mm, irrégulièrement répartie en été.
Pour la période 1971-2000, la température annuelle moyenne est de 10,5 °C, avec une amplitude thermique annuelle de 18,5 °C. Le cumul annuel moyen de précipitations est de 1 212 mm, avec 10 jours de précipitations en janvier et 8,3 jours en juillet. Pour la période 1991-2020, la température moyenne annuelle observée sur la station météorologique installée sur la commune est de 11,0 °C et le cumul annuel moyen de précipitations est de 1 280,1 mm,. Pour l'avenir, les paramètres climatiques de la commune estimés pour 2050 selon différents scénarios d'émission de gaz à effet de serre sont consultables sur un site dédié publié par Météo-France en novembre 2022.
| Mois                                  | jan.           | fév.           | mars          | avril         | mai             | juin          | jui.          | août          | sep.            | oct.          | nov.          | déc.           | année     |
| ------------------------------------- | -------------- | -------------- | ------------- | ------------- | --------------- | ------------- | ------------- | ------------- | --------------- | ------------- | ------------- | -------------- | --------- |
| Température minimale moyenne (°C)     | −2             | −1,8           | 0,8           | 3,9           | 8,3             | 11,9          | 13,2          | 13            | 9,6             | 6,4           | 1,8           | −1,2           | 5,3       |
| Température moyenne (°C)              | 1,8            | 3,1            | 7             | 10,5          | 14,7            | 18,5          | 20,4          | 20            | 15,9            | 11,6          | 5,9           | 2,4            | 11        |
| Température maximale moyenne (°C)     | 5,6            | 8              | 13,2          | 17            | 21,2            | 25,1          | 27,5          | 27            | 22,2            | 16,8          | 10,1          | 6              | 16,6      |
| Record de froid (°C) date du record   | −20 07.01.1985 | −16,9 05.02.12 | −13 01.03.05  | −7 08.04.03   | −2,5 05.05.1991 | 1,1 01.06.06  | 4,7 17.07.00  | 3 30.08.1998  | −0,5 30.09.1995 | −7 31.10.1997 | −14 27.11.05  | −15,4 27.12.10 | −20 1985  |
| Record de chaleur (°C) date du record | 17,1 08.01.11  | 20,1 28.02.19  | 25 22.03.1990 | 29,5 21.04.18 | 33,1 24.05.09   | 37,7 27.06.19 | 38,4 31.07.20 | 39,5 13.08.03 | 32,4 14.09.20   | 27 02.10.1985 | 21,6 02.11.20 | 21 07.12.00    | 39,5 2003 |
| Précipitations (mm)                   | 100,2          | 83,5           | 93,9          | 96,6          | 108,5           | 107,6         | 98,3          | 112,9         | 113,1           | 125,1         | 117,6         | 122,8          | 1 280,1   |

## Urbanisme

### Typologie
Au 1er janvier 2024, Entrelacs est catégorisée bourg rural, selon la nouvelle grille communale de densité à sept niveaux définie par l'Insee en 2022.
Elle appartient à l'unité urbaine d'Entrelacs, une unité urbaine monocommunale constituant une ville isolée,. Par ailleurs la commune fait partie de l'aire d'attraction d'Annecy, dont elle est une commune de la couronne,. Cette aire, qui regroupe 79 communes, est catégorisée dans les aires de 200 000 à moins de 700 000 habitants,.
La commune, bordée par un plan d’eau intérieur d’une superficie supérieure à 1 000 hectares, le lac du Bourget, est également une commune littorale au sens de la loi du 3 janvier 1986, dite loi littoral. Des dispositions spécifiques d’urbanisme s’y appliquent dès lors afin de préserver les espaces naturels, les sites, les paysages et l’équilibre écologique du littoral, tel le principe d'inconstructibilité, en dehors des espaces urbanisés, sur la bande littorale des 100 mètres, ou plus si le plan local d’urbanisme le prévoit.

### Habitat
| Logements                                        | Nombre en 2008 | % en 2008 | nombre en 2013 | % en 2013 | nombre en 2019 | % en 2019 |
| ------------------------------------------------ | -------------- | --------- | -------------- | --------- | -------------- | --------- |
| Total                                            | 2 214          | 100 %     | 2 515          | 100 %     | 2 878          | 100 %     |
| Résidences principales                           | 1 979          | 89,4 %    | 2 237          | 89,0 %    | 2 571          | 89,3 %    |
| → Dont HLM                                       | 116            | 5,9 %     | 121            | 5,4 %     | 146            | 5,7 %     |
| Résidences secondaires et logements occasionnels | 128            | 5,8 %     | 118            | 4,7 %     | 117            | 4,1 %     |
| Logements vacants                                | 107            | 4,8 %     | 157            | 6,3 %     | 190            | 6,6 %     |
| Dont :                                           |                |           |                |           |                |           |
| → maisons                                        | 1 802          | 81,4 %    | 1 958          | 77,9 %    | 2 213          | 76,9 %    |
| → appartements                                   | 399            | 18,0 %    | 548            | 21,8 %    | 649            | 22,5 %    |

## Toponymie
Le nom de la commune rappelle sa situation à mi-chemin entre le lac du Bourget et le lac d'Annecy.

## Histoire
Pour un article plus général, voir Histoire de la Savoie.
En 1994, les huit communes de l'ancien  canton d’Albens se sont regroupées pour former la  communauté de communes du canton d’Albens afin de travailler ensemble pour le développement du territoire, permettant ainsi la réalisation de projets importants qui n'auraient pu l'être isolément par les communes. Dans le cadre des dispositions de la loi portant nouvelle organisation territoriale de la République du 7 août 2015, qui prévoit que les établissements publics de coopération intercommunale (EPCI) à fiscalité propre doivent avoir un minimum de 15 000 habitants, cette intercommunalité de moins de 9 000 habitants devait se regrouper avec une autre structure pour atteindre le seuil requis. Six des huit communes ont décidé de renforcer leurs liens en formant une commune nouvelle. Les conseils municipaux d'Albens, Cessens, Épersy, Mognard, Saint-Germain-la-Chambotte et Saint-Girod ont donc délibéré favorablement pour réaliser cette fusion
Cette démarche a été avalisée par un arrêté préfectoral du 25 septembre 2015, qui crée le 1er janvier 2016 la commune nouvelle,. Son chef-lieu est fixé à Albens.

## Politique et administration

### Rattachements administratifs et électoraux
La commune nouvelle se trouve dans l'arrondissement de Chambéry du département de la Savoie et le canton d'Aix-les-Bains-1. Pour l'élection des députés, elle fait partie de la première circonscription de la Savoie.

### Intercommunalité
Lors de sa création, la commune nouvelle est le siège de la communauté de communes du canton d’Albens, un établissement public de coopération intercommunale (EPCI) à fiscalité propre créé fin 1993  et auquel la commune avait transféré un certain nombre de ses compétences, dans les conditions déterminées par le code général des collectivités territoriales.
Dans le cadre des dispositions de la loi portant nouvelle organisation territoriale de la République (Loi NOTRe) du 7 août 2015, qui prévoit que les établissements publics de coopération intercommunale (EPCI) à fiscalité propre doivent avoir un minimum de 15 000 habitants, cette structure n'atteignant pas le minimum légal fusionne avec ses voisines.
Entrelacs est donc membre depuis le 1er janvier 2017 de la communauté d'agglomération Grand Lac.

### Liste des maires
| Période       | Période                        | Identité                | Étiquette | Qualité |
| ------------- | ------------------------------ | ----------------------- | --------- | --- |
| janvier 2016, | mai 2020                       | Bernard Marin           | SE        | Président de la communauté de communes du canton d'Albens (1994 → 2016) Vice-président de la Communauté d'agglomération Grand Lac (2017 → 2020) Maire de l'ex-commune de Mognard (2001 → 2015) |
| juillet 2020, | En cours (au 12 décembre 2022) | Jean-François Braissand | DVD       | Maire de l'ex-commune de Saint-Germain-la-Chambotte (2002 → 2015) |

## Population et société

### Démographie
| 1968  | 1975  | 1982  | 1990  | 1999  | 2008  | 2013  | 2019  |
| ----- | ----- | ----- | ----- | ----- | ----- | ----- | ----- |
| 2 849 | 2 859 | 3 404 | 3 964 | 4 378 | 5 270 | 5 834 | 6 315 |

### Enseignement
Les six écoles d'Entrelacs scolarisent 643 élèves répartis en 28 classes. 350 d'entre eux fréquentent quotidiennement le périscolaire du matin, midi et soir et 440 élèves fréquentent les cantines scolaires.
Les établissements scolaires sont : 
- École « Les Allobroges » à Albens ;
- École « L’Albanaise »  à Albens ;
- École Primaire Cessens /Saint-Germain-la-Chambotte, 106, chemin de l’école  à Cessens et 62, place de l’Iserable à Saint-Germain-la-Chambotte ;
- Groupe scolaire des Ires à Mognard ;
- Groupe scolaire de Saint-Girod ;

Un collège est également présent au centre de la ville, à Albens, il s'agit du collège Jacques-Prévert.

### Santé
Aucun centre de soins public n'est répertorié sur Entrelacs.

## Culture locale et patrimoine
Il convient de se reporter aux articles concernant les communes fusionnées.